# Partęczyny
Partęczyny – wieś w Polsce położona w województwie kujawsko-pomorskim, w powiecie grudziądzkim, w gminie Świecie nad Osą.

## Podział administracyjny
W latach 1975–1998 miejscowość administracyjnie należała do województwa toruńskiego.

## Demografia
Według Narodowego Spisu Powszechnego (2011 r.) wieś liczyła 337 mieszkańców. Jest szóstą co do wielkości miejscowością gminy Świecie nad Osą.

## Infrastruktura
W Partęczynach znajduje się świetlica wiejska oraz boisko. We wsi stoją dwie kapliczki. Dawniej mieścił się tu też sklep i szkoła.

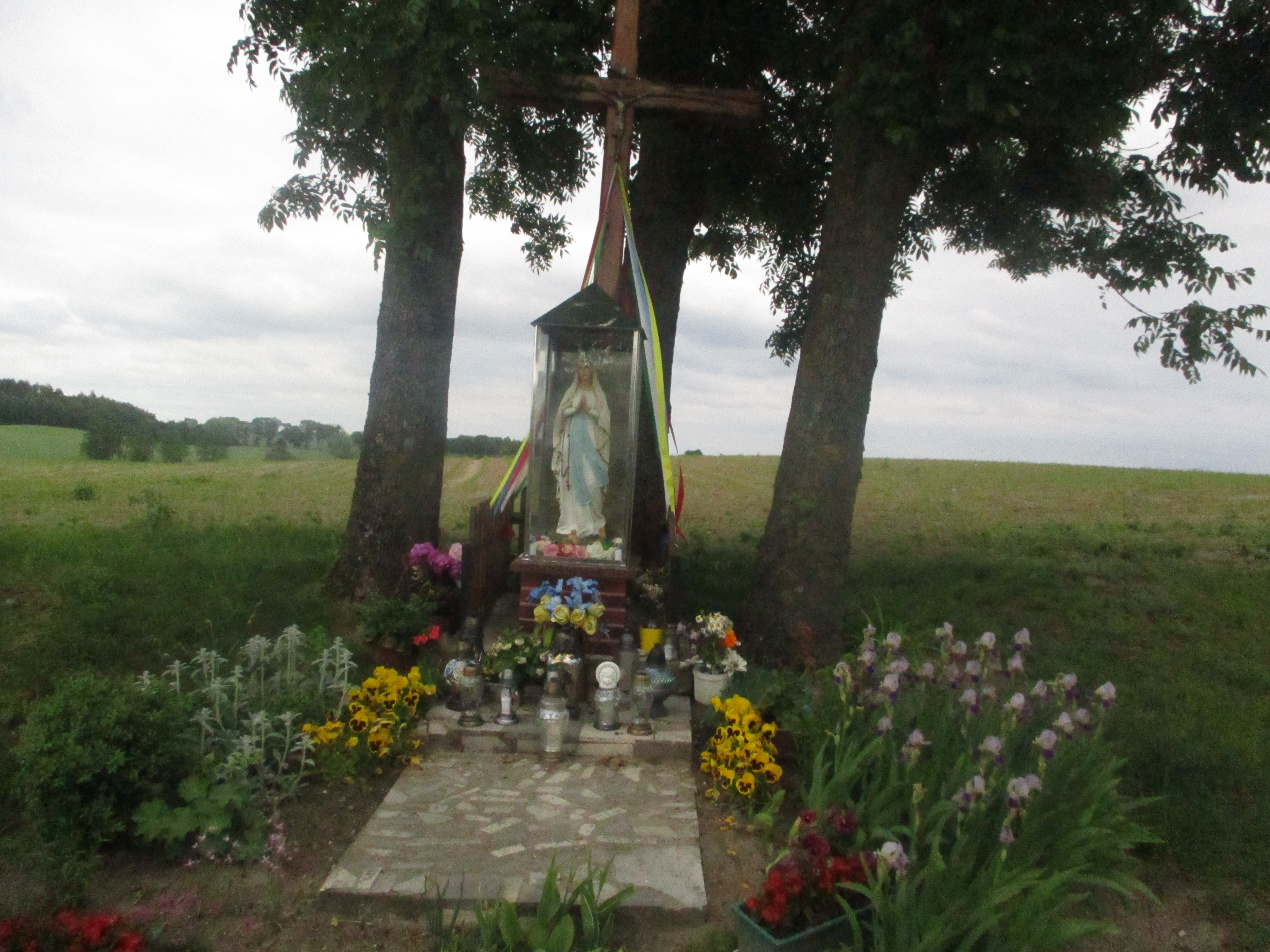
Kapliczka przydrożna w Partęczynach.